# Гумённый, Виктор Васильевич
Ви́ктор Васи́льевич Гумённый (род. 7 марта 1959, пос. Емельяновский, Матвеевский район, Оренбургская область, РСФСР, СССР) — российский военачальник, генерал-лейтенант (2014). Командующий Войсками противовоздушной и противоракетной обороны — заместитель Главнокомандующего ВКС России (1 августа 2015 — декабрь 2018).

## Биография
Виктор Васильевич Гумённый родился 7 марта 1959 года в посёлке Емельяновском, Матвеевского района, Оренбургской области.
В 1980 году окончил Орджоникидзевское высшее зенитное ракетное командное училище имени И. А. Плиева, затем в 1992 году – Военную академию противовоздушной обороны имени Г. К. Жукова в Твери.
За время службы прошёл все должности от начальника отделения боевого управления радиотехнической батареи до начальника штаба — первого заместителя начальника зенитных ракетных войск Военно-воздушных сил. На эту должность был назначен с должности заместителя командира дивизии ПВО, армейского (оперативного) уровня.
29 июня 2010 года назначен на должность начальника радиотехнических войск Военно-воздушных сил, а с 24 июня 2011 года – начальника зенитных ракетных войск Военно-воздушных сил России.
В 2014 году окончил Военную академию Генерального штаба Вооружённых сил Российской Федерации.
Указом Президента Российской Федерации от 13 декабря 2014 года № 764 присвоено воинское звание – «генерал-лейтенант».
1 августа 2015 года, после формирования нового вида вооружённых сил — Воздушно-космических сил Российской Федерации, указом Президента России назначен на должность заместителя главнокомандующего ВКС России — командующего Войсками противовоздушной и противоракетной обороны. Занимал должность до декабря 2018 года.